# Jiří Švengsbír
Jiří Antonín Švengsbír (19. dubna 1921 Praha – 3. března 1983 tamtéž) byl český rytec, grafik, malíř, typograf, kreslíř a ilustrátor, autor tisíců grafických listů a stovek poštovních známek. Byl autorem grafických filmových titulků.

## Život a působení
Vyučil se rytcem a medailérem a studoval grafiku u Antonína Strnadla na UMPRUM v Praze. Roku 1947 a 1948 ryl své první známky podle návrhů Karla Svolinského (950 let od smrti sv. Vojtěcha, 600 let Univerzity Karlovy), většinu z později vydaných asi 250 vydání navrhoval sám. Kromě toho vytvořil přes tisíc grafických listů a drobných grafik, často s pražskými motivy, ilustroval asi 30 knih a maloval také na porcelán.